# Neotrypaea gigas
Neotrypaea gigas är en kräftdjursart som först beskrevs av James Dwight Dana 1852.  Neotrypaea gigas ingår i släktet Neotrypaea och familjen Callianassidae. Inga underarter finns listade i Catalogue of Life.